# Karl-Friedrich Fritzsche
Karl-Friedrich Fritzsche (* 31. Juli 1951 in Zschopau) ist ein bildender Künstler. Er lebt und arbeitet in Hagen, im Atelier KunstHaus52.

## Leben
Fritzsche wurde in Zschopau zu DDR-Zeiten geboren. Im Alter von 9 Jahren flohen seine Eltern mit ihm und seiner Schwester nach Westdeutschland zu Familienangehörigen in Hagen. Dort besuchte er die Grund- und Realschule und begann sich intensiv dem Zeichnen zu widmen. Frühe Anitkriegszeichnungen setzte er in der Gewissensprüfung zur Wehrdienstverweigerung ein und erfuhr so erste Wirkkraft künstlerischen Schaffens. Ohne Abitur konnte er sich über die Sonderbegabungsprüfung für das Studium der freien Kunst an der Folkwangschule in Essen qualifizieren, wo er von 1971 bis 1976 studierte.
Im Anschluss arbeitete er als Theaterbildhauer und Maler bis 1984 an den Städtischen Bühnen in Hagen. Nach acht Jahren Theatertätigkeit leitete er ab 1984 die Produzentengalerie Kunstraum Hagen bis 1999 und lebt seit 1984 als freischaffender Künstler. Gemeinsam mit seiner Frau, der Malerin Barbara Wolff, gründete er 1998 „Malewicht & Co“, eine Mal- und Zeichenschule für Kinder und Jugendliche. Mit der Umbenennung in „Kunst an der Brücke“ boten sie im Hagener Stadtteil Eilpe in einem geräumigen Alterierhaus auch Kurse für Erwachsene an. 2010 erfolgte der Umzug ins eigene Haus, welches in einem Atelieranbau von nun an unter dem Namen „KunstHAUS52“ die Malschule sowie Atelierräume beherbergte. Neben der eigenen Malschule war Fritzsche in Museen und an Schulen über Jahrzehnte kunstvermittelnd tätig, z. B. im Osthaus Museum Hagen und im Projekt Kultur und Schule sowie als VHS-Dozent und bei städtischen Atelierbegehungen. Nach 25 Jahren schlossen Fritzsche und Wolff 2022 die Malschule um sich ausschließlich ihrem künstlerischen Schaffen zu widmen. Der Schwerpunkt seiner Tätigkeiten war jedoch seit Jugendjahren das eigene künstlerische Schaffen. Fritzsche ist seit 2006 Mitglied der Galerie Hagenring und ehrenamtlich als Beisitzer tätig; zuletzt engagiert er sich dort anlässlich des 100-jährigen Bestehen des Hagenrings.

## Werk
Sein künstlerisches Schaffen umfasst Zeichnung, Ölmalerei, Skulptur sowie Performance-Kunst.
Durch Kunstprojekte im öffentlichen Raum wie das „Steinfeld“ in Unna, das Skulpturenprojekt Stadtwald oder zuletzt die „Flammende Kiefer“ und die Kirsche im Westfalenbad. gestaltete Fritzsche seine Umgebung mit. Nach Jahren der Abstraktion in Skulptur und Zeichnung arbeitet Fritzsche seit 2010 mit figurativer realistischer Bildsprache in Ölmalerei und Zeichnung.
2022 zeigte Fritzsche im Osthaus Museum Hagen in der Einzelausstellung Dem Goldrausch nicht verfallen Zeichnungen aus den Zyklen „Der Garten der Lüste“, „Aus dem Traumtagebuch“, „Hautnah“ sowie „Innocent Faces“. Den Zyklus Garten der Lüste sowie Die vier Lebensalter übergab Fritzsche dem Osthaus Museum als Schenkung.

## Ausstellungen

### Einzelausstellungen (Auswahl)
- 1976: „Eigengesichter“ Galerie Hagenring
- 1977: „Eigengesichter“ Galerie Gey, Hagen[17]
- 1984: „Poetische Objekte“ Kunstraum Hagen
- 1985: „Körperzeichnungen“ Osthaus Museum Hagen
- 1987: Klapperhof Köln
- 1989: Emschertal-Museum, Herne (mit Barbara Wolff)
- 1989: Kunstverein Unna
- 1990: Galerie da entlang, Dortmund[18]
- 1990: Städt. Galerie Altena (mit Barbara Wolff)
- 1991: Galeriegruppe Grün, Bremen[19]
- 1992: SIHK, Galerie Schlieper, Hagen (mit Barbara Wolff)[20]
- 1993: „Natur-Kultur-Skulptur“, Skulpturenprojekt, Stadtwald Hagen[21]
- 1994: Galerie Adlergasse, Dresden[22]
- 1994: Kunstpreis der Stadt Unna, Landschaftsskulptur Kunst und Ökologie
- 1997: Gut Schede, Herdecke (mit Barbara Wolff)
- 2002: 20 Jahre Skulptur und Zeichnung, Kunst an der Brücke Malschule / Atelier Hagen
- 2003: Außenskulptur, Marktplatz Altenhagen
- 2004: evangelische Akademie Iserlohn
- 2006: Skulptur und Zeichnung Galerie Hagenring
- 2007: Kunsthaus Pinx, Bochum[23]
- 2008: Vincent, Galerie Hagenring
- 2009: Boote aus Siam, Galerie Hagenring (mit Barbara Wolff)
- 2011: Innocent Faces, Zeichnungen, Galerie Hagenring[24]
- 2013: Kreuzkapelle Kaiserstraße, Hohenlimburg[25]
- 2014: Handzeichnungen, Galerie Hagenring[26]
- 2015–2916: Die vier Lebensalter / Der intime Blick, Osthaus Museum Hagen[27]
- 2016: Hautnah, Galerie Hagenring[26][28]
- 2017: Galerie Fischer, Dortmund (mit Barbara Wolff)[29]
- 2018: Reminiszenzen, Galerie Hagenring[26]
- 2019: „Aus dem Frühwerk“, Skulptur und Portraitzeichnung, Galerie Hagenring[26]
- 2022: „Dem Goldrausch nicht verfallen“, Zeichnungen, Osthaus Museum Hagen[16][30][31][32]

### Gruppenausstellungen (Auswahl)
- 1980: Osthaus Museum Hagen „sich die Kunst neu erfinden“
- 1983: 20. Ausstellung Westdeutscher Künstlerbund; Karl Ernst Osthaus-Museum, Hagen; „Junge Hagener Kunst“, Osthaus Museum Hagen
- 1984: Galerie Voss, Dortmund „Kunst kommt aus Hagen“, Kassel; Hagener Kunstkabinett
- 1985: 21. Ausstellung Westdeutscher Künstlerbund;  Kunstverein Gelsenkirchen
- 1986: Künstlerhaus, Lüdenscheid
- 1988: Kunstraum, Hagen
- 1989: Art Vision, Galerie Ehlert, Düsseldorf
- 1996: Vis-à-vis, Künstlerpaare, Osthaus Museum Hagen
- 1999: Gut Schede, Herdecke
- 2000: „Übersicht“, Galerie Michael Schlieper, Hagen
- 2001: Außenskulpturen, Galerie „daentlang“, Dortmund
- 2002–2005: „Hagener Künstlerinnen und Künstler“; Osthaus Museum, Hagen
- 2007: Galerie König, Münster
- 2008–2014: Galerie Hagenring
- 2011: „Hagener Künstlerinnen und Künstler“; Osthaus Museum, Hagen
- 2014: „90 Jahre Hagenring“; Osthaus Museum, Hagen
- 2014: Städtische Galerie, Sundern
- 2014: „Weltenbrand“, Antikriegszeichnungen von 1973; Osthaus Museum, Hagen
- 2015: „Dreizehn“, Lichthof Lothastraße, Köln
- 2015: Rathaus Galerie, Hagen[33]
- Volmegalerie Hagen[34]
- 2017: „Paarweise“ Galerie Fischer, Depot Dortmund[35]
- 2017–2021: Gruppenausstellungen Hagenring, Hagen[26]
- 2023: Hagenring zu Gast im BKG-Studio, Wuppertal[36]
- 2024: „Farbe satt“, 100 Jahre Hagenring, Dr. Carl Dörken Galerie Herdecke[37]

### Performances (mit Barbara Wolff)
- 1981: Karl Ernst Osthaus-Museum, Hagen „Dieses Stück heißt“
- 1982: Info-Zentrum, Hagen „Sitzplatz“
- 1982: Karl Ernst Osthaus-Museum, Hagen „Und alle Schönheit der Erde zerbrach“
- 1982: Galerie oben „Farbenblind“ und „ahnungslos“